# Rio Caoniţa
O Rio Caoniţa é um rio da Romênia, afluente do Danúbio, localizado no distrito de Caraş-Severin.